# Palacio Monplaisir

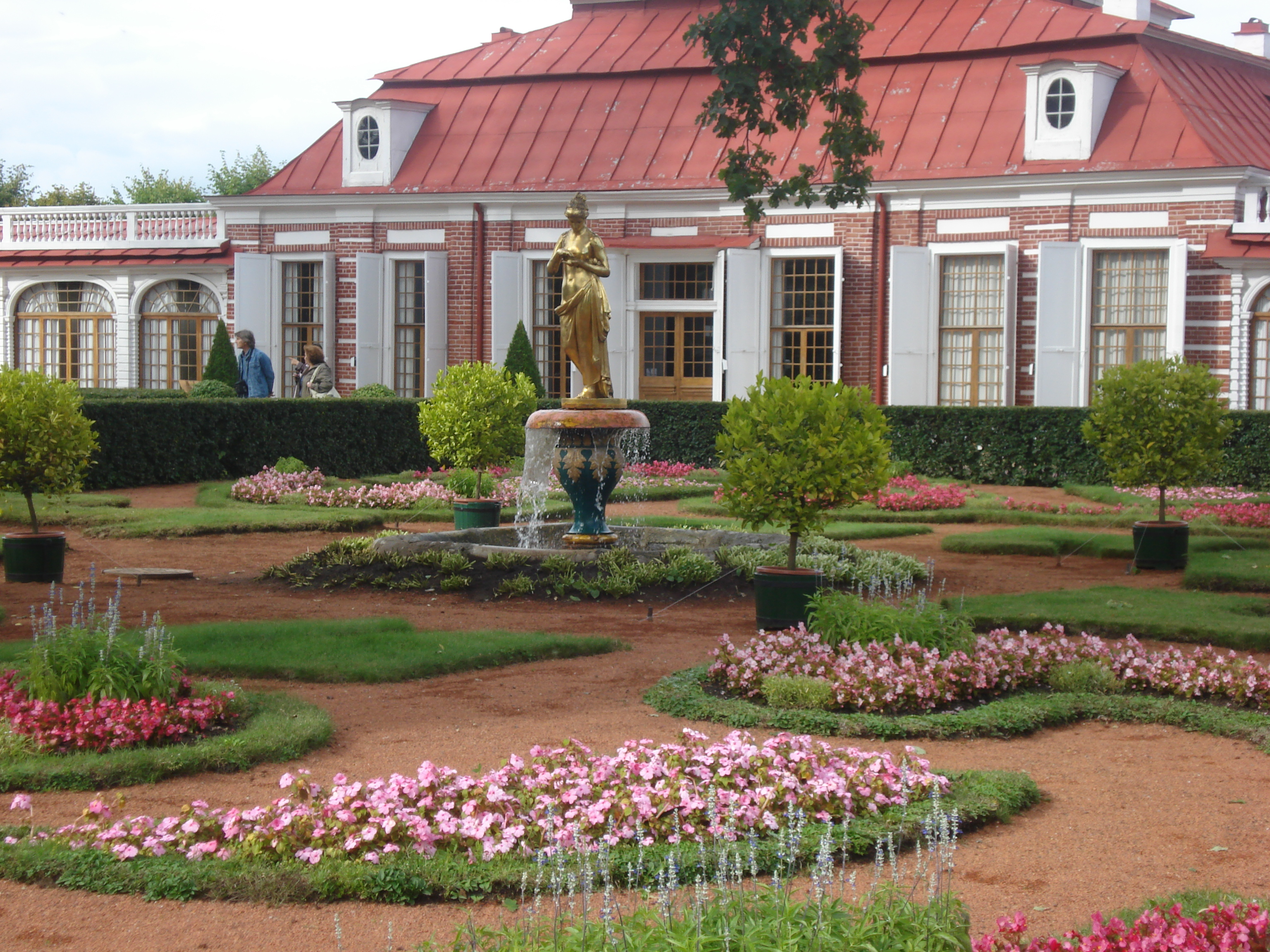
Fachada del palacio Monplaisir

El palacio Monplaisir (en ruso: Монплезир, a partir del francés «mon plaisir», lit. 'mi placer') es uno de los edificios que componen el complejo del palacio de Peterhof, erigido a partir de 1714 por deseo del zar Pedro el Grande, El interior del palacio  es  notable, aunque no tan opulento como el posterior Gran Palacio de Peterhof, en particular el salón ceremonial, revestido de madera.  Un espléndido jardín está asociado con el palacio.
El palacio fue construido por orden personal de Pedro I entre 1714-1723 por los arquitectos Andreas Schluter, Johann Friedrich Braunstein, Jean-Baptiste Leblon y Niccolo Michetti. Pedro eligió personalmente la ubicación del nuevo palacio, con vistas directas al golfo de Finlandia, además de determinar su distribución y dio instrucciones sobre el diseño de algunos elementos individuales.
En general, el palacio fue construido de acuerdo con las opiniones del emperador sobre como debía ser la vivienda más conveniente para una persona iluminada de su tiempo.  Desde esta posición, la arquitectura y decoración de Monplaisir pueden considerarse como un modelo de arquitectura y del arte decorativo y aplicado a principios del siglo XVIII.
En Monplaisir, se presenta la colección de pinturas de artistas europeos coleccionadas por Pedro I, una colección de porcelana china, fayenza holandesa, vidrio ruso y una colección de utensilios de cocina del primer cuarto del siglo XVIII.  El diseño utiliza azulejos holandeses, paneles laqueados (hechos en el modelo chino), telas, roble tallado, parqué, mármol.  El diseño ornamental y escultórico se considera una obra maestra del moldeado decorativo del siglo XVIII. También aquí hay algunas pertenencias personales de Pedro I y obsequios diplomáticos recibidos por el emperador,además de obras pintorescas del artista francés Philip Pilman.
Muchos eventos significativos y personalidades de la historia de Rusia están relacionados con Monplaisir.  Naturalmente, Pedro I visitó constantemente Monplaisir y aquí también se llevaron a cabo congresos de la corte, recepciones ceremoniales, reuniones del emperador con embajadores extranjeros.  La última vez que Pedro estuvo aquí fue en octubre de 1724.  En 1725, la emperatriz Catalina I organizó una recepción solemne en Monplaisir para los primeros miembros de la Academia de Ciencias.  El palacio fue utilizado activamente hasta la época de Catalina II, que repetidamente organizaba en el Salón del Desfile una cena para un círculo estrecho.

## Nota
1. ↑  "Дворец "Монплезир" Archivado el 23 de febrero de 2015 en Wayback Machine. a Peterhof Museum webpage